# Knoxville (Illinois)
Knoxville es una ciudad ubicada en el condado de Knox en el estado estadounidense de Illinois. En el Censo de 2010 tenía una población de 2911 habitantes y una densidad poblacional de 484,25 personas por km².

## Geografía
Knoxville se encuentra ubicada en las coordenadas 40°54′26″N 90°17′8″O / 40.90722, -90.28556. Según la Oficina del Censo de los Estados Unidos, Knoxville tiene una superficie total de 6.01 km², de la cual 6.01 km² corresponden a tierra firme y (0%) 0 km² es agua.

## Demografía
Según el censo de 2010, había 2911 personas residiendo en Knoxville. La densidad de población era de 484,25 hab./km². De los 2911 habitantes, Knoxville estaba compuesto por el 98.01% blancos, el 0.27% eran afroamericanos, el 0.24% eran amerindios, el 0.34% eran asiáticos, el 0% eran isleños del Pacífico, el 0.21% eran de otras razas y el 0.93% pertenecían a dos o más razas. Del total de la población el 1% eran hispanos o latinos de cualquier raza.